# Porta do Inferno (escultura)
Porta do Inferno (La Porte de l'Enfer, em francês) é uma escultura de Auguste Rodin, iniciada em 1880 e finalizada apenas em 1917.
A obra foi encomendada em 1880 como um conjunto de portais a ser instalado no Cour de Comptes, no Museu de Artes Decorativas de Paris, que havia sofrido um incêndio. Foi o próprio Rodin quem escolheu como tema a Divina Comédia de Dante. 
Feita em bronze, traz 180 figuras com dimensões que variam de 15 cm a mais de um metro. Diversas figuras foram reproduzidas em tamanho maior como esculturas independentes. Entre elas estão O Pensador, O Beijo e As Três Sombras.